# Hillrom
Hillrom (первоначально Hill-Rom) — американский разработчик и поставщик медицинского оборудования и технологий.

## История
Hillrom является 100-процентной дочерней компанией Hill-Rom Holdings, Inc. и ранее входила в состав Hillenbrand Industries, пока эта компания не отделила подразделение медицинского оборудования от своего бизнеса по изготовлению гробов в 2008 году Их штаб-квартира находится в Чикаго, штат Иллинойс.
Джон Грётелаарс — президент и генеральный директор В 2019 году Hill-Rom была переименована в Hillrom. Ребрендинг подчеркнул переход компании от разработки больничных коек и медицинских устройств к цифровым медицинским продуктам и программному обеспечению, ориентированному для полного спектра рынка цифрового здравоохранения.

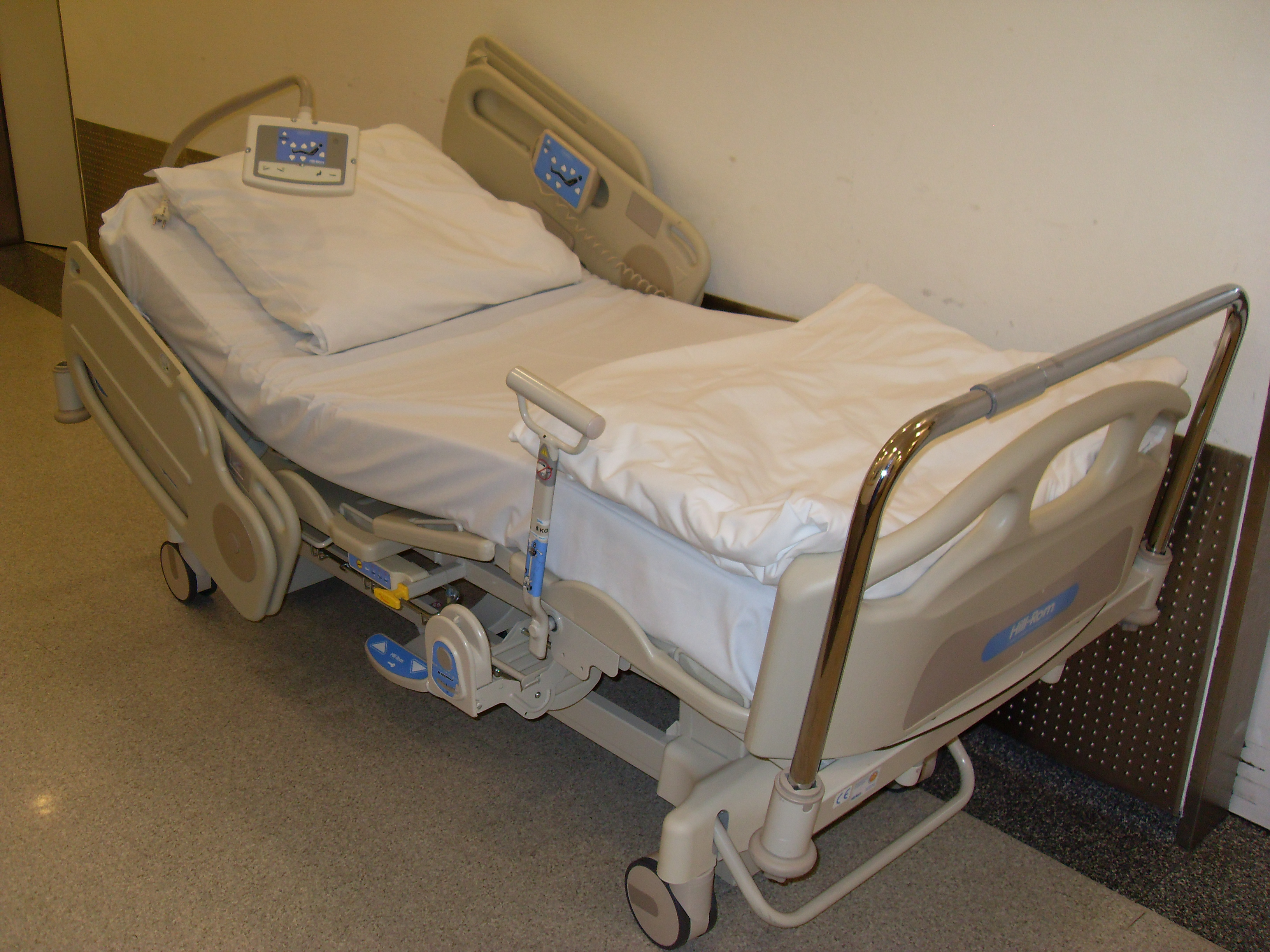
Больничная койка Hill-Rom, 2011 год

В сентябре 2015 года Hillrom купила компанию Welch Allyn. Hillrom продолжала использовать торговую марку Welch Allyn для некоторых видов оборудования для мониторинга и диагностики пациентов.
В 2018 году компания Hillrom обновила свою модель больничной койки, интегрировав в неё датчики жизненно важных функций EarlySense для мониторинга частоты сердечных сокращений и дыхания пациентов. Встроенные датчики находятся под матрасом и не прикреплены к пациенту. Они отслеживают жизненно важные показатели 100 раз в минуту и предупреждают медсестер о любых возможных проблемах.
В апреле 2019 года Hillrom приобрела компанию Voalte. Приобретение предоставило Hillrom контроль над подключённой системой медицинского обслуживания, которая обеспечивает голосовую, сигнальную и текстовую связь для 220 000 врачей в различных медицинских организациях. Voalte стал краеугольным камнем линейки продуктов Hillrom Care Communications. До ребрендинга Hillrom также разрабатывала и производила медицинское оборудование под названиями своих предыдущих приобретений: Welch Allyn, Mortara, Trumpf Medical, Allen Medical и Liko. Ещё одно приобретение, Aspen Surgical, было продано в 2019 году.
В январе 2020 года Hillrom приобрела Excel Medical Electronics, компанию по разработке программного обеспечения для клинических коммуникаций. Excel Medical расширила предложения Hillrom в области цифрового здравоохранения за счёт прогнозной аналитики и программного обеспечения, которое ассимилирует данные пациентов в режиме реального времени.
Кровать Hillrom Centrella выиграла премию Stanley Caplan User Centered Design Award 2017. Hillrom разработала кровать после изучения пациентов в 29 больничных отделениях. В июне 2020 года Hillrom выпустила продукт для удалённого мониторинга жизненно важных функций, который поможет в лечении COVID. Устройство Welch Allyn Spot Vital Signs 4400 подключается к приложению Hillrom Connex для передачи данных пациента врачам по телефону.
Команды разработчиков Hillrom практикуют контекстное исследование и процесс погружения. Этот процесс требует, чтобы они проводили время в условиях и ситуациях, чтобы понять реальность клинической практики, рабочего процесса и опыта пациентов.
В 2020 году компания Hillrom адаптировала свое респираторное устройство MetaNeb для лечения пациентов с COVID-19. MetaNeb обычно применяется у пациентов с пневмонией. Оно подключается к аппарату искусственной вентиляции лёгких и помогает очистить легкие от слизи. В апреле 2020 года Университет Эмори в Атланте сообщил об успешном использовании MetaNeb у пациентов с коронавирусом на аппаратах ИВЛ.
В сентябре 2021 года компания Baxter International заявила о приобретении компании Hillrom. Сделка была завершена в декабре 2021 года.

## Услуги
Care Communications: коммуникационная платформа, которая соединяет медицинских работников с пациентами. Платформа использует голосовые вызовы, уведомления о тревоге и текстовые уведомления.
Patient Support Systems: различные продукты для поддержки пациентов, такие как интеллектуальные кровати и подъемники.
Front Line Care: включает в себя широкий спектр продуктов, используемых поставщиками медицинских услуг для диагностики и лечения проблем со здоровьем пациентов, таких как аппараты ИВЛ и системы мониторинга жизненно важных функций.
Surgical Solutions: линейка хирургических товаров, в том числе хирургические и гинекологические / уро / палаточные товары, хирургические столы и ортопедические изделия и изделия для позвоночника.